# Stiftssynod

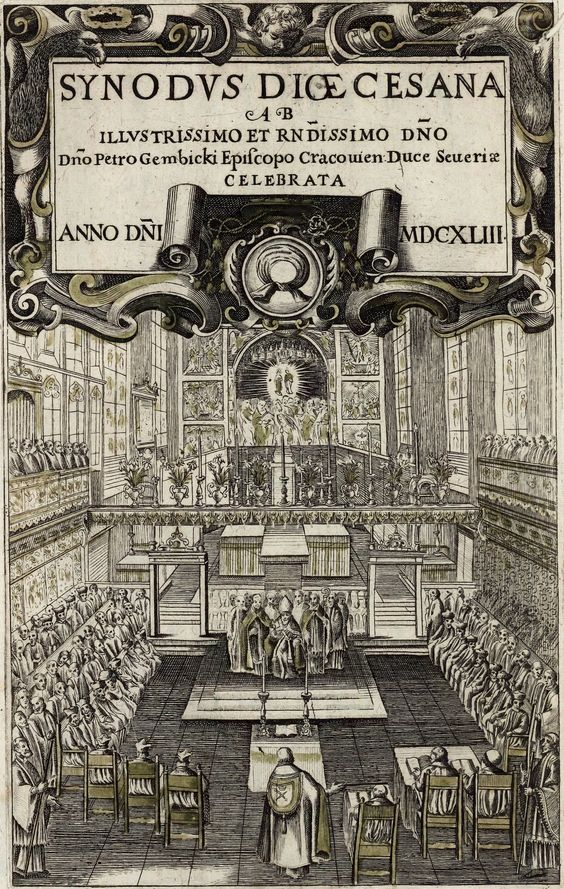
Stiftssynoden i Kraków 1643, där kung Sigismunds sekreterare, biskop Piotr Gembicki, presiderade.

Stiftssynod är ett rådgivande organ till en stiftsbiskop i Katolska kyrkan och Anglikanska kyrkogemenskapen. Även om stiftssynoden kan ha beslutande uppgifter är det under biskopens auktoritet och ledning som besluten fattas.

## Katolska kyrkan
Inom Katolska kyrkan är en stiftssynod en grupp av utvalda präster och lekmän som erbjuder sitt stöd till stiftets biskop för stiftets bästa och i enlighet med den kanoniska rätten.  Stiftssynoden sammankallas av biskopen när han anser att omständigheterna kräver det, och efter att han har hört stiftets prästråd.   Det är också stiftsbiskopen, eller den generalvikarie eller biskopsvikarie som han utser, som leder synodens sammanträde. 

### Ledamöter
Den kanoniska rätten anger ett antal ledamöter i synoden som deltar ex officio, medan andra utses ur olika kretsar av kyrkan eller utses av biskopen själv.  De som alltid ska kallas till synoden är:
1. stiftets biskop coauditor och auxiliärbiskopar
2. generalvikarie, biskopsvikarie och stiftets official
3. kaniker från stiftets katedral
4. medlemmarna i stiftets prästråd
5. lekmän utsedda av stiftets pastoralråd, biskopen avgör hur de utses och hur många de ska vara
6. föreståndaren för stiftets prästseminarium
7. stiftets dekaner
8. minst en präst från varje dekanat, vald av alla som har själavård i dekanatet, samt en ersättare i händelse av att den utsedda prästen får förhinder
9. vissa föreståndare för munk- och nunneordnar och sällskap för apostoliskt liv som finns representerade i stiftet, valda på ett sätt och i det antal som stiftsbiskopen anvisar.

Dessa personer inte bara är kallade, utan också skyldiga att delta i synoden.
Biskopen kan även kalla andra som ledamöter av synoden, förutsatt att de är präster, medlemmar i en munk-, nunne- eller sekulärorden eller lekmän tillhörande Katolska kyrkan.  Han kan också bjuda in observatörer från andra kyrkor , vilket Stockholms stift tillämpat när biskopen kallat till stiftssynod.

### Förhandlingar och beslut

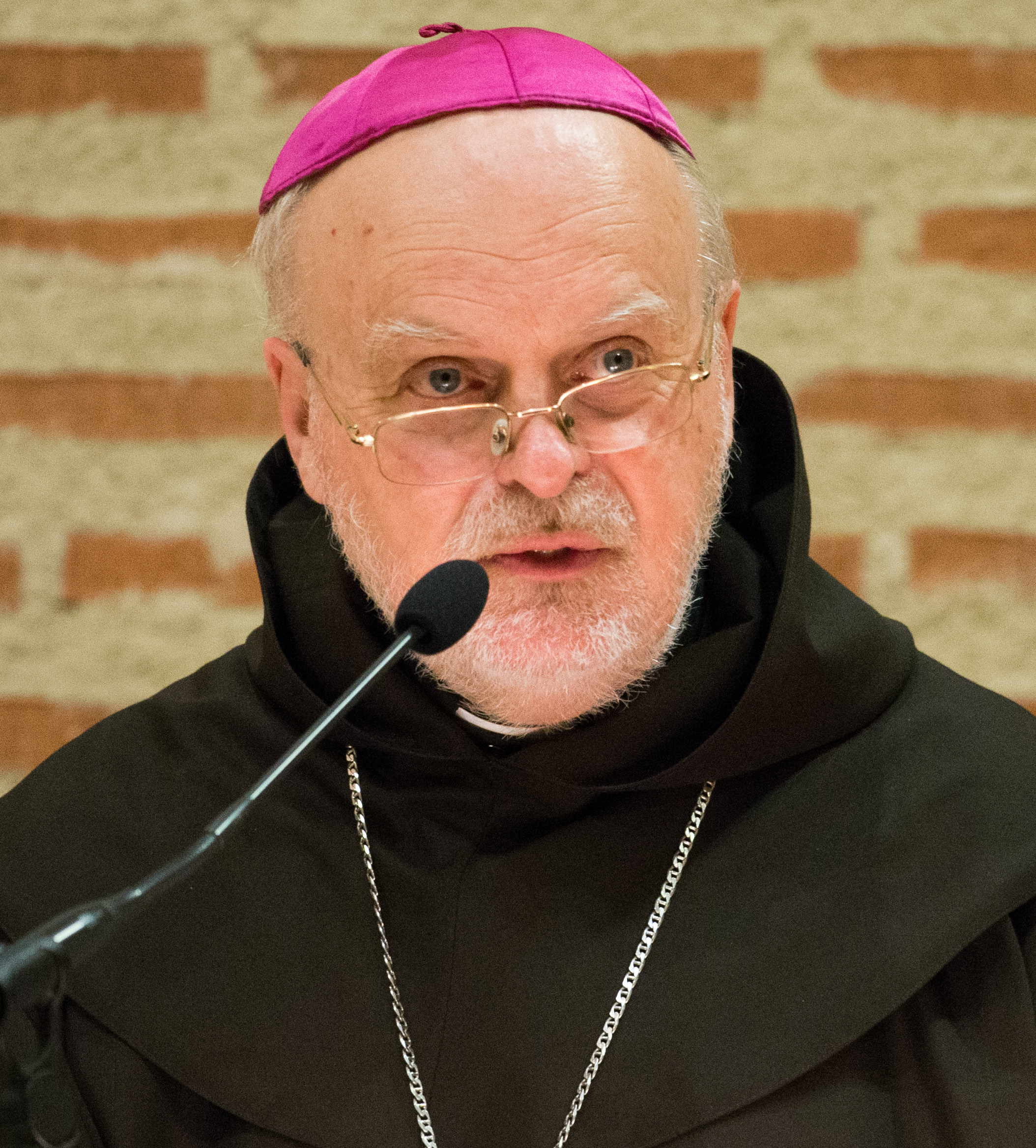
Biskopen för Stockholms katolska stift, kardinal Arborelius, är den ende som kan kalla till och fatta beslut vid stiftets synod.

Alla ledamöter av synoden kan fritt diskutera de frågor som förts upp på synodens dagordning. 
Synodens ledamöter röstar om hur olika frågor ska avgöras, men deras röst är bara rådgivande. Eftersom Katolska kyrkan styrs av sina biskopar, är det bara biskopen som fattar beslut i synoden.  Biskopen avgör därför om och I så fall vad synoden kommit fram till, och han kan själv besluta att ajournera eller upplösa synoden. Det är också därför som en stiftssynod automatiskt avbryts om biskopsstolen skulle bli vakant. Först när en ny biskop tillträtt avgör han om synoden ska fortsätta eller förklaras avslutad. 

## Engelska kyrkan
Engelska kyrkan är en episkopal kyrka, det vill säga att det är biskoparna som styr kyrkan. Stiften styrs av biskopen, med råd och samtycke av representanter för stiftets präster och lekmän, samlade i stiftssynoden (eng. Diocesan Synod).
Stiftssynoden diskuterar de ärenden som rör stiftet eller som biskopen eller Generalsynoden lägger fram för beslut. Det är också stiftssynoden som beslutar om budget och godkänner redovisningen av stiftets ekonomiska förvaltning. Däremot kan stiftssynoden inte formulera kyrkans tro eller lära, det ansvaret vilar på Generalsynoden.

### Ledamöter
Stiftssynoden består biskoparnas hus, prästerskapets hus och lekmännens hus. 

#### Biskoparnas hus
Biskoparnas hus utgörs av stiftsbiskopen, suffraganbiskoparna och övriga biskopar som verkar i stiftet och som stiftsbiskopen, med ärkebiskopens godkännande, nominerar. 

#### Prästerskapets hus
Prästerskapets hus utgörs av ledamöter som deltar ex officio, valda representanter från dekanaten, upp till fem ledamöter som utses av prästerskapets hus och upp till tio ledamöter som utses av biskopen att fördelas mellan prästerskapets och lekmännens hus. 
De ledamöter som deltar ex officio är dekanen för stiftets katedral, ärkediakonerna samt de prästerliga ledamöter i provinsialsynoden som företräder stiftet, ett universitet eller ett teologiskt seminarium i stiftet, som är ledamot av provinsialsynoden ex officio, som har valts in av provinsialsynoden som ledamot av den samma eller som utsetts av prästerna i provinsen att företräda dem, och som är hemmahörande i stiftet. Det finns också särskilt reglerat att dekanerna av Westminster, Windsor, Jersey, Guersney och de stift där det finns mer än en katedral deltar ex officio i sina respektive stiftssynoder. 

#### Lekmännens hus
Lekmännens hus utgörs av ledamöter som deltar ex officio, valda representanter från dekanaten, upp till fem ledamöter som utses av prästerskapets hus och upp till tio ledamöter som utses av biskopen att fördelas mellan prästerskapets och lekmännens hus. 
De ledamöter som deltar ex officio är var och en som är valda, invalda eller ex officio ledamöter av generalsynodens lekmannahus, eller som utsetts av de religiösa kommuniteterna i provinsen att företräda dem, och som är hemmahörande i stiftet. 

#### Övriga ledamöter ex officio
Stiftets kansler, ordförande för stiftets ekonomiska styrelse, ordförande för stiftets skolstyrelse och stiftets rådgivande kommitté ingår ex offico i antingen prästerskapets eller lekmännens hus, beroende på om de är prästvigda eller ej. 

### Förhandlingar och beslut
I huvudsak samlas alla ledamöter gemensamt och beslut fattas med enkel majoritet. Vissa frågor kräver dock majoritet i vart och ett av husen, och när frågor berör präster och lekmän på olika sätt kan husen också hålla separata samlingar och omröstningar. Biskopen har möjlighet att utöva veto i de flesta av synodens beslut. 
Biskopens råd är ett rådgivande organ för stiftsbiskopen och en permanent kommitté för stiftssynoden.  Rådet bereder ärenden och planerar stiftssynodens möten, verkställer synodens beslut, och fattar beslut i dess ställe när synoden inte sammanträder. Biskopen diskuterar frågor om stiftets ledning med rådet. Rådet kan också fullgöra synodens uppgifter mellan synodens möten, utse ledamöter och representanter i andra kommittéer och grupper, och formulerar policy för stiftets inre liv och verksamhet

## Källförteckning
1. ↑  ”Code of Canon Law, Book II, Part II, Section II, Title III, Chapter I, The Diocesan Synod, Can 460” (på engelska). Code of Canon Law. Heliga stolen. 25 januari 1983. http://www.vatican.va/archive/cod-iuris-canonici/eng/documents/cic_lib2-cann460-572_en.html#CHAPTER_I.. Läst 26 februari 2021.
2. ↑  ”Code of Canon Law, Book II, Part II, Section II, Title III, Chapter I, The Diocesan Synod, Can 460 §1” (på engelska). Code of Canon Law. Heliga stolen. 25 januari 1983. http://www.vatican.va/archive/cod-iuris-canonici/eng/documents/cic_lib2-cann460-572_en.html#CHAPTER_I.. Läst 26 februari 2021.
3. ↑  ”Code of Canon Law, Book II, Part II, Section II, Title III, Chapter I, The Diocesan Synod, Can 462 §1” (på engelska). Code of Canon Law. Heliga stolen. 25 januari 1983. http://www.vatican.va/archive/cod-iuris-canonici/eng/documents/cic_lib2-cann460-572_en.html#CHAPTER_I.. Läst 26 februari 2021.
4. ↑  ”Code of Canon Law, Book II, Part II, Section II, Title III, Chapter I, The Diocesan Synod, Can 462 §2” (på engelska). Code of Canon Law. Heliga stolen. 25 januari 1983. http://www.vatican.va/archive/cod-iuris-canonici/eng/documents/cic_lib2-cann460-572_en.html#CHAPTER_I.. Läst 26 februari 2021.
5. ↑  ”Code of Canon Law, Book II, Part II, Section II, Title III, Chapter I, The Diocesan Synod, Can 463” (på engelska). Code of Canon Law. Heliga stolen. 25 januari 1983. http://www.vatican.va/archive/cod-iuris-canonici/eng/documents/cic_lib2-cann460-572_en.html#CHAPTER_I.. Läst 26 februari 2021.
6. ↑  ”Code of Canon Law, Book II, Part II, Section II, Title III, Chapter I, The Diocesan Synod, Can 463 §1” (på engelska). Code of Canon Law. Heliga stolen. 25 januari 1983. http://www.vatican.va/archive/cod-iuris-canonici/eng/documents/cic_lib2-cann460-572_en.html#CHAPTER_I.. Läst 26 februari 2021.
7. ↑  ”Code of Canon Law, Book II, Part II, Section II, Title III, Chapter I, The Diocesan Synod, Can 463 §2” (på engelska). Code of Canon Law. Heliga stolen. 25 januari 1983. http://www.vatican.va/archive/cod-iuris-canonici/eng/documents/cic_lib2-cann460-572_en.html#CHAPTER_I.. Läst 26 februari 2021.
8. ↑  ”Code of Canon Law, Book II, Part II, Section II, Title III, Chapter I, The Diocesan Synod, Can 463 §3” (på engelska). Code of Canon Law. Heliga stolen. 25 januari 1983. http://www.vatican.va/archive/cod-iuris-canonici/eng/documents/cic_lib2-cann460-572_en.html#CHAPTER_I.. Läst 26 februari 2021.
9. ↑  ”Code of Canon Law, Book II, Part II, Section II, Title III, Chapter I, The Diocesan Synod, Can 465” (på engelska). Code of Canon Law. Heliga stolen. 25 januari 1983. http://www.vatican.va/archive/cod-iuris-canonici/eng/documents/cic_lib2-cann460-572_en.html#CHAPTER_I.. Läst 26 februari 2021.
10. ↑  ”Code of Canon Law, Book II, Part II, Section II, Title III, Chapter I, The Diocesan Synod, Can 466” (på engelska). Code of Canon Law. Heliga stolen. 25 januari 1983. http://www.vatican.va/archive/cod-iuris-canonici/eng/documents/cic_lib2-cann460-572_en.html#CHAPTER_I.. Läst 26 februari 2021.
11. ↑  ”Code of Canon Law, Book II, Part II, Section II, Title III, Chapter I, The Diocesan Synod, Can 468” (på engelska). Code of Canon Law. Heliga stolen. 25 januari 1983. http://www.vatican.va/archive/cod-iuris-canonici/eng/documents/cic_lib2-cann460-572_en.html#CHAPTER_I.. Läst 26 februari 2021.
12. ↑  ”Synodical Government Measure 1969 No. 2, section 4(2)” (på engelska). legislation.gov.uk. National Archives. 25 juli 1969, uppdaterad t.o.m. 1 september 2020. https://www.legislation.gov.uk/ukcm/1969/2/2020-09-01. Läst 25 februari 2021.
13. ↑  ”Synodical Government Measure 1969 No. 2, Sch. 3 part 4 rule 29 (1)” (på engelska). legislation.gov.uk. National Archives. 25 juli 1969, uppdaterad t.o.m. 1 september 2020. https://www.legislation.gov.uk/ukcm/1969/2/2020-09-01. Läst 25 februari 2021.
14. ↑  ”Synodical Government Measure 1969 No. 2, Sch. 3 part 4 rule 20” (på engelska). legislation.gov.uk. National Archives. 25 juli 1969, uppdaterad t.o.m. 1 september 2020. https://www.legislation.gov.uk/ukcm/1969/2/2020-09-01. Läst 25 februari 2021.
15. 1 2 3  ”Synodical Government Measure 1969 No. 2, Sch. 3 part 4 rule 31” (på engelska). legislation.gov.uk. National Archives. 25 juli 1969, uppdaterad t.o.m. 1 september 2020. https://www.legislation.gov.uk/ukcm/1969/2/2020-09-01. Läst 25 februari 2021.
16. 1 2 3  ”Synodical Government Measure 1969 No. 2, Sch. 3 part 4 rule 32” (på engelska). legislation.gov.uk. National Archives. 25 juli 1969, uppdaterad t.o.m. 1 september 2020. https://www.legislation.gov.uk/ukcm/1969/2/2020-09-01. Läst 25 februari 2021.
17. ↑  ”Synodical Government Measure 1969 No. 2, Sch. 3 part 4 rule 44 (3)” (på engelska). legislation.gov.uk. National Archives. 25 juli 1969, uppdaterad t.o.m. 1 september 2020. https://www.legislation.gov.uk/ukcm/1969/2/2020-09-01. Läst 26 februari 2021.
18. ↑  ”Synodical Government Measure 1969 No. 2, Sch. 3 part 4 rule 44 (2)” (på engelska). legislation.gov.uk. National Archives. 25 juli 1969, uppdaterad t.o.m. 1 september 2020. https://www.legislation.gov.uk/ukcm/1969/2/2020-09-01. Läst 26 februari 2021.